# Fender
Fender Musical Instruments Corporation (FMIC ali preprosto Fender) je ameriški proizvajalec strunskih glasbil in ojačevalnikov. Fender proizvaja akustične kitare, basovske ojačevalnike in opremo za ozvočenje, vendar je najbolj znan po svojih električnih kitarah in bas kitarah s polnim trupom, zlasti po modelih Stratocaster, Telecaster, Jazzmaster, Precision Bass in Jazz Bass. Podjetje je leta 1946 v Fullertonu v Kaliforniji ustanovil Clarence Leonidas "Leo" Fender. Sedež ima v Los Angelesu v Kaliforniji.
FMIC je zasebna družba, katere glavni direktor je Andy Mooney. Podjetje je marca 2012 vložilo vlogo za novo ponudbo, vendar jo je pet mesecev pozneje umaknilo. Poleg sedeža v Los Angelesu ima Fender proizvodne obrate tudi v Coroni v Kaliforniji (ZDA) in Ensenadi v Spodnji Kaliforniji (Mehika).
Od 10. julija 2012 so bili večinski delničarji družbe Fender zasebno kapitalsko podjetje Weston Presidio (43 %), japonska glasbena distributerja Yamano Music (14 %) in Kanda Shokai (13 %) ter družba Servco Pacific (5 %). Decembra 2012 sta družbi TPG Growth (investicijska platforma za srednji trg in rastni kapital družbe TPG Capital) in Servco Pacific prevzeli nadzor nad podjetjem, potem ko sta kupili delnice družbe Weston Presidio. Januarja 2020 je družba Servco Pacific postala večinski lastnik, potem ko je prevzela delnice družbe TPG Growth.